# 31 juillet aux Jeux olympiques d'été de 2024
Navigation
30 juillet 1er août
Le mercredi 31 juillet 2024 est le septième jour de compétitions des Jeux olympiques d'été de 2024 à Paris en France.

## Programme
| Heure UTC+02:00 (France)                      |               |
| bleu                                          | Cérémonie     |
| neutre                                        | Épreuve       |
| or                                            | Finale        |
| orange                                        | Petite finale |
| rose                                          | Reporté       |
| gris                                          | Annulé        |
| Compétition masculine                         | Hommes        |
| Compétition féminine                          | Femmes        |
| Compétition mixte (hommes et femmes mélangés) | Mixte         |
| Compétition en couple (1 homme et 1 femme)    | Couple        |
| modifier                                      |               |

## Tableaux des médailles
- Pays organisateur (France)

| Rang  | Nation           | Or | Argent | Bronze | Total |
| ----- | ---------------- | -- | ------ | ------ | ----- |
| 1     | France           | 3  | 1      | 4      | 8     |
| 2     | Chine            | 3  | 1      | 1      | 5     |
| 3     | Australie        | 1  | 2      | 2      | 5     |
| 3     | Grande-Bretagne  | 1  | 2      | 2      | 5     |
| 5     | États-Unis       | 1  | 2      | 1      | 4     |
| 6     | Pays-Bas         | 1  | 1      | 1      | 3     |
| 7     | Japon            | 1  | 1      | 0      | 2     |
| 8     | Argentine        | 1  | 0      | 0      | 1     |
| 8     | Corée du Sud     | 1  | 0      | 0      | 1     |
| 8     | Croatie          | 1  | 0      | 0      | 1     |
| 8     | Géorgie          | 1  | 0      | 0      | 1     |
| 8     | Guatemala        | 1  | 0      | 0      | 1     |
| 8     | Nouvelle-Zélande | 1  | 0      | 0      | 1     |
| 8     | Suède            | 1  | 0      | 0      | 1     |
| 15    | Allemagne        | 0  | 2      | 2      | 4     |
| 16    | Hongrie          | 0  | 2      | 0      | 2     |
| 16    | Italie           | 0  | 2      | 0      | 2     |
| 18    | Corée du Nord    | 0  | 1      | 0      | 1     |
| 18    | Suisse           | 0  | 1      | 0      | 1     |
| 20    | Autriche         | 0  | 0      | 1      | 1     |
| 20    | Belgique         | 0  | 0      | 1      | 1     |
| 20    | Canada           | 0  | 0      | 1      | 1     |
| 20    | Grèce            | 0  | 0      | 1      | 1     |
| 20    | Hong Kong        | 0  | 0      | 1      | 1     |
| 20    | Pologne          | 0  | 0      | 1      | 1     |
| 20    | Roumanie         | 0  | 0      | 1      | 1     |
| Total | Total            | 17 | 17     | 19     | 53    |

| Rang  | Nation          | Or | Argent | Bronze | Total |
| ----- | --------------- | -- | ------ | ------ | ----- |
| 1     | Chine           | 9  | 7      | 3      | 19    |
| 2     | France          | 8  | 10     | 8      | 26    |
| 3     | Japon           | 8  | 3      | 4      | 15    |
| 4     | Australie       | 7  | 6      | 3      | 16    |
| 5     | Grande-Bretagne | 6  | 6      | 5      | 17    |
| Total | Total           | 74 | 75     | 83     | 232   |